# Kamov Ka-27
Kamov Ka-27 (rusko Ка-27, Natovo kodno ime Helix (Spirala)) je vojaški helikopter, razvit za Sovjetsko vojno mornarico. Trenutno ga uporabljajo Rusija, Ukrajina, Vietnam, Južna Koreja, Ljudska republika Kitajska in Indija.

## Opis in razvoj
Helikopter so izdelali za morski prevoz in za protipodmorniško vojskovanje. Zasnova helikopterja je nastala leta 1967, kmalu po smrti vodje konstrukcijskega biroja Kamova. Konstrukcijska dela so se začela leta 1970 in prvi prototip je poletel leta 1974. Zamenjal naj bil deset let starejši Ka-25. Po obliki je podoben svojemu predhodniku, predvsem zaradi enakih pogojev pri shranjevanju v hangarjih. Sovjetska vojna mornarica je potrebovala helikopter, ki bi bil sposoben ponoči uporabljati potapljalni sonar in bi lahko letel v času slabih vremenskih razmer. Kot drugi vojaški helikopterji Kamova ima glavni soosni vrtljivi krili, ki nadomeščata repno vrtljivo krilo, in se vrtita v nasprotnih smereh.
Osnovna izpeljanka Ka-27PL je opremljena z iskalnim radarjem, nameščenim pod nosom zrakoplova, detektorjem magnetnih anomalij (MAD), potopnim sonarjem in razdeljevalcem zvočnih plovcev. Ka-27PL običajno leti v paru. Eno plovilo spremlja in ugotavlja položaj sovražne podmornice, drugo pa jo napade s torpedi in globinskimi bombami.

## Izpeljanke
Izdelali so več izpeljank:
- Ka-27 (1973)
  - Ka-27PL - osnovna izpeljanka
  - Ka-27PS - izpeljanka za iskanje in reševanje na odprtem morju (1975)
- Ka-28 - slabše opremljena izpeljanka za izvoz (1982)
- Ka-29 - izpeljanka za vojaški transport (16 vojakov) (1976)
- Ka-31 - izvidniška izpeljanka
- Ka-32 - izpeljanka Ka-27PS za civilni transport (16 potnikov) (1980)
  - Ka-32A - posodobljena izpeljanka
  - Ka-32A1
  - Ka-32A2
  - Ka-32K - izpeljanka z notranjim žerjavom
  - Ka-32S
  - Ka-32T

## Uporabniki
- Alžirija: 3 Ka-32T uporablja Vojno letalstvo Alžirije.
- Ljudska republika Kitajska
- Indija: Ka-28
- Indonezija: Indonezija namerava kupiti Ka-32 za nevojaško uporabo (evakuacijska enota, iskalna in reševalna enota, tovorna enota in protipožarna enota) in za indonezijsko policijo (Polisi Lintas Udara) [1].
- Rusija
- Južna Koreja
- Ukrajina
- Vietnam
- Jugoslavija/ ZR Jugoslavija

## Zanimivosti
Nekaj črnih Ka-27 se je pojavilo v filmu No Escape z Rayjem Liotto.